# 2-羟基-4-甲氧基苯甲醛
2-羟基-4-甲氧基苯甲醛是一种有机化合物，化学式为C8H8O3。它可由3-甲氧基苯酚在氯化镁和三乙胺的存在下和甲醛在四氢呋喃中回流反应得到。它可用作药物中间体。它和羟胺反应，可以得到2-羟基-4-甲基苯甲醛肟。